# Musa coccinea
Espèce
Classification APG III (2009)
Le Bananier rouge, Musa coccinea , est une espèce de Bananier de la famille des Musaceae.
Il est originaire d’une région s’étendant de la Chine (du Guangdong au Sud Est du Yunnan) jusqu’au Vietnam.
En Indonésie et Malaisie, il est cultivé pour son côté esthétique et peut se trouver communément à l’étal des fleuristes.

## Description
La première description en latin, mais aussi en anglais, fut faite en 1799 par Henry Cranke Andrews, accompagnée de deux planches de couleur dans le Volume 1 de sa publication « The Botanist’s Repository” planches 47.
Les feuilles minces sont très longues pouvant atteindre 2 m de haut.
Les inflorescences tournées vers le haut, sont d’un très beau rouge écarlate

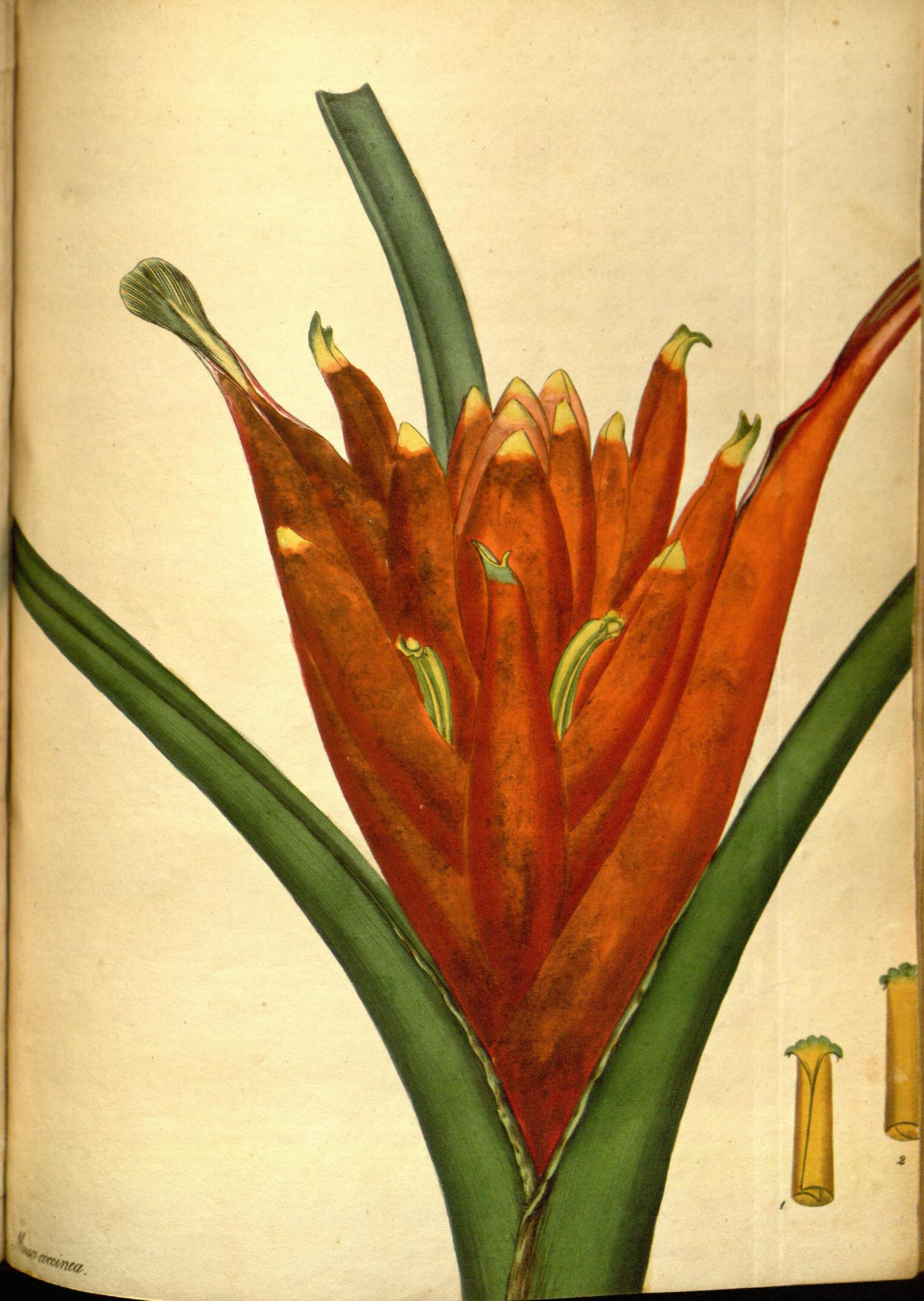
Musa coccinea
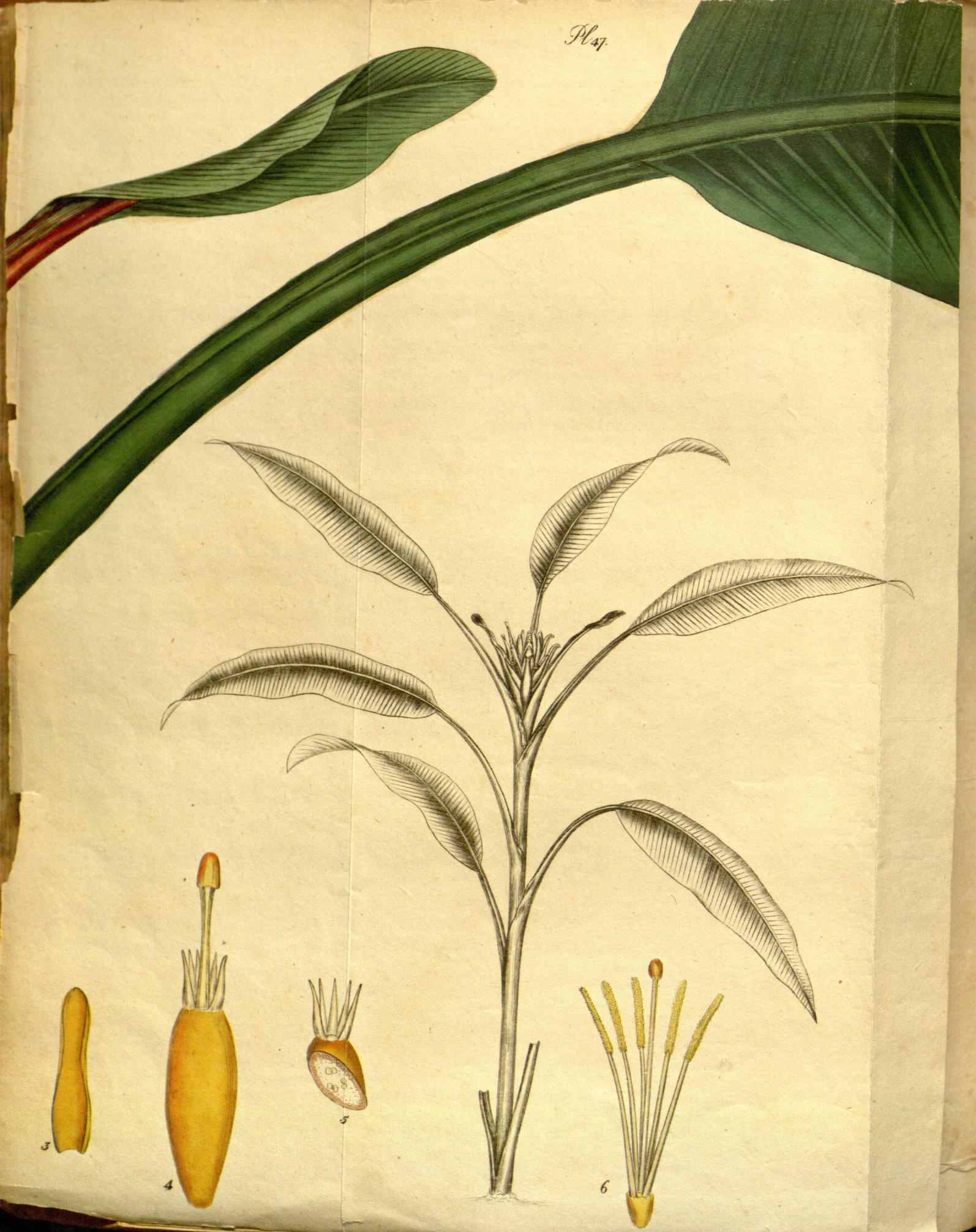
Musa coccinea

## Culture
Le Bananier rouge est cultivé comme plante ornementale dans les jardins tropicaux.
Il est idéal également en fleurs coupées, celles-ci pouvant tenir de 1 à 2 mois.
Il peut être aisément cultivé en plante d’intérieur dans les zones à climat rigoureux.

## Synonyme
- Quesnelia lamarckii Baker, Handb. Bromel. 85, 1889.